# Milenio Live
Milenio Live fue un programa semanal en directo que se emitió en YouTube durante las madrugadas del viernes al sábado desde el Estudio Alma, en el propio domicilio de Iker Jiménez y Carmen Porter, quienes además de ocuparse personalmente de todos los aspectos técnicos y de realización, dirigían y presentaban el programa.

## Historia
El 21 de septiembre de 2018, Iker Jiménez y Carmen Porter realizaron una experiencia piloto que recibió el título provisional de 2 en la Noche Live para comprobar su adaptabilidad a la retransmisión en tiempo real. A partir del segundo programa, el formato adquirió su identidad definitiva bajo la denominación de Milenio Live y de periodicidad semanal.
Los programas, adaptables a las circunstancias de cada emisión y los temas abordados, contaban con la colaboración del equipo habitual de Cuarto Milenio y se enriquecían con la interacción de todos los usuarios, que tenían la oportunidad no sólo de mandar sus mensajes o debatir sobre los contenidos, sino también de hacer llegar sus fotografías, vídeos, saludos y documentos en tiempo real.
El formato, que se emitía en directo a través de Youtube, heredó el espíritu periodístico y narrativo de espacios anteriores en radio y podcast como Milenio 3 o Universo Iker. Tras su emisión en streaming también estaba disponible en diferido, de forma permanente, tanto a través de YouTube como en la web de Mtmad, el canal de vídeos nativos en línea de Mediaset España.
El 24 de abril de 2021 Milenio Live fue el primer programa de misterio en utilizar una cámara 360° accesible por la audiencia, que podía moverse de forma virtual y remota por el recinto donde el equipo estaba realizando su investigación, en Vitoria. La innovadora experiencia inmersiva pudo ser compartida en directo por más de 20.000 personas.
En septiembre de 2021, Jiménez anunció que ponía fin a Milenio Live después de tres años con objeto de concentrarse en otros proyectos. Su actividad en YouTube pasó a focalizarse en su otro espacio, La Estirpe de los Libres, de emisión irregular.

## Programas
| 1  | Estreno                              | 22 de septiembre de 2018 |
| 2  | La Respuesta del Expediente Vallecas | 29 de septiembre de 2018 |
| 3  | En la Capilla de los Endemoniados    | 7 de octubre de 2018     |
| 4  | Del Camposanto a Slenderman          | 14 de octubre de 2018    |
| 5  | Noche en el Pueblo Maldito           | 21 de octubre de 2018    |
| 6  | Noche de Cementerios                 | 28 de octubre de 2018    |
| 7  | En el Bosque de las Ánimas           | 3 de noviembre de 2018   |
| 8  | Grabación de una Voz en Directo      | 11 de noviembre de 2018  |
| 9  | Cara a Cara con la Muerte            | 17 de noviembre de 2018  |
| 10 | Una Tumba en la Montaña              | 25 de noviembre de 2018  |
| 11 | Investigación en el Sanatorio        | 2 de diciembre de 2018   |
| 12 | El Castillo del Decapitado           | 8 de diciembre de 2018   |
| 13 | La Noche de los Muñecos              | 15 de diciembre de 2018  |
| 14 | Homenaje a Paco Pérez Abellán        | 5 de enero de 2019       |
| 15 | Rodén: El Pueblo Muerto              | 12 de enero de 2019      |
| 16 | El Vigilante                         | 19 de enero de 2019      |
| 17 | La Estación del Misterio             | 26 de enero de 2019      |
| 18 | Los Ángeles Malos                    | 2 de febrero de 2019     |
| 19 | Proyecto Censurado                   | 9 de febrero de 2019     |
| 20 | Incidente Guadix                     | 16 de febrero de 2019    |
| 21 | El Colegio: Una Historia Interactiva | 23 de febrero de 2019    |
| 22 | Noche en el Preventorio              | 2 de marzo de 2019       |
| 23 | Noche en la Carretera                | 9 de marzo de 2019       |
| 24 | Jafra: La Aldea del Silencio         | 16 de marzo de 2019      |
| 25 | Pueblo Muerto                        | 23 de marzo de 2019      |
| 26 | Cementerio de Animales               | 30 de marzo de 2019      |
| 27 | Noche en el Castillo Templario       | 6 de abril de 2019       |
| 28 | La Noche de los Colosos              | 13 de abril de 2019      |
| 29 | Los Secretos de Notre Dame           | 20 de abril de 2019      |
| 30 | La Guerra Mágica                     | 27 de abril de 2019      |
| 31 | Las Sombras de la Ciudadela          | 4 de mayo de 2019        |
| 32 | Una Historia de Miedo                | 11 de mayo de 2019       |
| 33 | La Cueva Mágica                      | 18 de mayo de 2019       |
| 34 | En la Tierra de la Santa Compaña     | 25 de mayo de 2019       |
| 35 | Aquí Vive el Horror                  | 1 de junio de 2019       |
| 36 | La Psicofonía del Infierno           | 8 de junio de 2019       |
| 37 | Mal de Ojo                           | 16 de junio de 2019      |

| 38 | Un Palacio con Leyenda                                 | 7 de septiembre de 2019  |
| 39 | Alcácer y los Guardianes                               | 14 de septiembre de 2019 |
| 40 | La Noche del Área 51                                   | 21 de septiembre de 2019 |
| 41 | Carretera Peligrosa                                    | 28 de septiembre de 2019 |
| 42 | Algo Está Pasando en el Espacio                        | 5 de octubre de 2019     |
| 43 | Noche en la Cueva Sagrada                              | 12 de octubre de 2019    |
| 44 | En Busca del Vampiro                                   | 19 de octubre de 2019    |
| 45 | El Enigma de los Metamateriales                        | 26 de octubre de 2019    |
| 46 | La Noche de Ánimas                                     | 2 de noviembre de 2019   |
| 47 | En el Bosque del Aparecido                             | 9 de noviembre de 2019   |
| 48 | El Otro Aldo                                           | 16 de noviembre de 2019  |
| 49 | La Sombra del Terror                                   | 23 de noviembre de 2019  |
| 50 | El Crimen Perfecto                                     | 30 de noviembre de 2019  |
| 51 | La Noche de Milenio Live                               | 6 de diciembre de 2019   |
| 52 | La Conversión del Doctor Gaona                         | 14 de diciembre de 2019  |
| 53 | Renacer de la Muerte                                   | 21 de diciembre de 2019  |
| 54 | El Misterio del Monte Oiz                              | 11 de enero de 2020      |
| 55 | Ritual en el Psiquiátrico                              | 18 de enero de 2020      |
| 56 | Coronavirus: Miedo Global                              | 25 de enero de 2020      |
| 57 | Operación: Voces Sin Rostro                            | 1 de febrero de 2020     |
| 58 | Coronavirus: Lo Que No Se Cuenta                       | 8 de febrero de 2020     |
| 59 | Autopsia a El Exorcista                                | 15 de febrero de 2020    |
| 60 | Señales del Cosmos                                     | 22 de febrero de 2020    |
| 61 | Coronavirus: Dossier Especial                          | 29 de febrero de 2020    |
| 62 | COVID-19: Última Hora - El Encuentro                   | 7 de marzo de 2020       |
| 63 | COVID-19: Estado de Alarma                             | 14 de marzo de 2020      |
| 64 | ESPECIAL: ¡Viva la Tribu!                              | 18 de marzo de 2020      |
| 65 | Info COVID-19: La Noche de los Doctores Mayol y Candel | 21 de marzo de 2020      |
| 66 | COVID-19: Crisis Sin Precedentes                       | 28 de marzo de 2020      |
| 67 | COVID-19: El Mundo Que Viene                           | 4 de abril de 2020       |
| 68 | Conversaciones con un Doctor Valiente                  | 11 de abril de 2020      |
| 69 | COVID-19: Las Verdaderas Cifras del Desastre           | 18 de abril de 2020      |
| 70 | Noche de Emociones                                     | 25 de abril de 2020      |
| 71 | Coronavirus: El Enigma de su Origen                    | 2 de mayo de 2020        |
| 72 | Entrevista a Una Eminencia Mundial                     | 9 de mayo de 2020        |
| 73 | Las Islas de la Muerte                                 | 16 de mayo de 2020       |
| 74 | Visiones Desde Wuhan                                   | 23 de mayo de 2020       |
| 75 | Los Sueños de la Pandemia                              | 30 de mayo de 2020       |
| 76 | La Gran Encrucijada Mundial                            | 6 de junio de 2020       |
| 77 | La Gran Manipulación: Súperdebate                      | 13 de junio de 2020      |
| 78 | Lo Mejor de 'Va de Retro' Parte 1                      | 20 de junio de 2020      |
| 79 | Rebrotes de Coronavirus                                | 25 de junio de 2020      |
| 80 | Noche de Investigación                                 | 27 de junio de 2020      |
| 81 | Lo Mejor de 'Va de Retro' Parte 2                      | 4 de julio de 2020       |

| Temporada 3 | Temporada 3              | Temporada 3                                     | Temporada 3              |
| Número      | Número de la temporada 3 | Programa                                        | Fecha                    |
| ----------- | ------------------------ | ----------------------------------------------- | ------------------------ |
| 82          | 1                        | El Gran Escándalo                               | 12 de septiembre de 2020 |
| 83          | 2                        | Nuevos Confinamientos — ¿Hay Vida en Marte?     | 19 de septiembre de 2020 |
| 84          | 3                        | COVID-19: Segunda Ola — Las Claves de Neuralink | 26 de septiembre de 2020 |
| 85          | 4                        | Desde el Confinamiento — El Factor K            | 3 de octubre de 2020     |
| 86          | 5                        | Una Pandemia de Errores                         | 10 de octubre de 2020    |
| 87          | 6                        | COVID-19: Crecimiento Exponencial               | 17 de octubre de 2020    |
| 88          | 7                        | Aerosoles y Ventilación: la Gran Clave          | 31 de octubre de 2020    |
| 89          | 8                        | El Coronel a Tumba Abierta                      | 7 de noviembre de 2020   |
| 90          | 9                        | La Geopolítica de la Mente                      | 14 de noviembre de 2020  |
| 91          | 10                       | En Busca del Último Aoroi                       | 21 de noviembre de 2020  |
| 92          | 11                       | Un Momento Clave                                | 28 de noviembre de 2020  |
| 93          | 12                       | 30 Monedas Malditas                             | 5 de diciembre de 2020   |
| 94          | 13                       | Cuestión de Perspectiva                         | 12 de diciembre de 2020  |
| 95          | 14                       | COVID-19: Alerta Navidad                        | 19 de diciembre de 2020  |
| 96          | 15                       | La Cepa Británica — España Congelada            | 16 de enero de 2021      |
| 97          | 16                       | En el Pico de la Pandemia                       | 23 de enero de 2021      |
| 98          | 17                       | La Noche de los Datos                           | 30 de enero de 2021      |
| 99          | 18                       | YouTubers: el Debate Definitivo                 | 6 de febrero de 2021     |